# داميان غاليغوس
داميان غاليغوس (بالإنجليزية: Damian Gallegos)‏ هو لاعب كرة قدم أمريكي، ولد في 2002 في Mechanicsville, Virginia ‏ في الولايات المتحدة.